# Anopheles artemievi
Anopheles artemievi este o specie de țânțari din genul Anopheles, descrisă de Gordeyev, Zvantsov, Goryacheva, Shaikevich și Yezhov în anul 2005. Conform Catalogue of Life specia Anopheles artemievi nu are subspecii cunoscute.